# アメックス銀行22万ドル盗難事件
アメックス銀行22万ドル盗難事件（アメックスぎんこう22まんドルとうなんじけん）とは、1965年6月29日にアメリカ統治下の那覇市で発生した盗難事件。犯行の手口が掴めなかったことから、一時未解決事件入りしかけた事件である。

## 事件の概要
復帰前の沖縄県では、アメリカン・エキスプレス社（通称：アメックス）は銀行業も手がけており、盗難の被害にあったキャンプ瑞慶覧の支店など数店舗を持っていた。
1965年6月29日、アメックス銀行キャンプ瑞慶覧支店から、アメリカ軍憲兵も同乗した現金輸送車が出発、午前10時ごろに琉球銀行本店に到着し、92万7600ドルを受け取った。現金輸送車はどこにも立ち寄らずアメックス銀行に直行した。行内で現金を再確認したところ、約22万ドルが紛失していることが発覚した。
アメックス銀行は米軍関係機関であるため、第一次捜査権は陸軍犯罪捜査局（CID）が持ち、琉球警察も協力する形で捜査が行われた。
乗組員2人は真っ先に嘘発見器にかけられたが、シロと判定されたため、捜査が行き詰まり一時迷宮入りしかけた。
その後、現金輸送車の乗組員が仕事を辞めて、多額の出費を要する東京の大学に進学したり、豪遊しているという情報が入ったため、内偵を進めた結果、容疑が濃厚となったため、1966年2月9日に乗組員1人と友人1人を逮捕した。また残りのメンバー2人は東京に在住していたため、警視庁の協力を得て、沖縄まで任意同行させることにし、2月11日に那覇空港に着いた時点で逮捕した。